# Crassabwa loweae
Crassabwa loweae is een haft uit de familie Baetidae. De wetenschappelijke naam van de soort is voor het eerst geldig gepubliceerd in 1949 door Kimmins.
De soort komt voor in het Afrotropisch gebied.